# Iglesia parroquial de San Luis Bertrán (Valencia)
La iglesia de San Luis de Bertrán es un templo que se encuentra en el barrio de la Fuente de San Luis, en la ciudad de Valencia. Está dedicada a San Luis de Bertrán, quien da nombre al barrio donde está ubicada. Presenta una catalogación como Bien de Relevancia Local con IGPCV 46.250-9999-000129, según consta en catálogo de bienes protegidos de la Generalidad Valenciana.

## Historia
La iglesia se edifica en el año 1608 para conmemorar la beatificación de San Luis de Bertrán por el papa Paulo V. Se construyó en el mismo terreno donde se había levantado anteriormente una ermita en la huerta de Ruzafa, donde según la tradición se encontraba una fuente con propiedades curativas que habrían ayudado al santo.
Según la leyenda, estando enfermo el dominico cuando iba de camino sintió sed y bebió de un manantial situado extramuros, en el camino de Ruzafa a la Albufera. Aquella agua sació su sed y al tiempo lo sanó, y por eso la bendijo. Pronto la fama del manantial corrió y aquella fuente, con el tiempo, pasó a ser llamada la Fuente de San Luis y en el lugar, en el siglo XVII o XVIII, se levantó una ermita. Otros autores consideran que el que bebió no fue el santo sino uh enfermo crónico de fiebres que lo hizo por insistencia del dominico, y tras beber el agua quedó totalmente sanado.
En 1902 ascendió a la categoría de parroquia por ello fue renovada con la finalización de la fachada y la torre campanario en el año 1909. Durante la Guerra Civil Española fue utilizada como depósito de municiones por ello requirió una restauración posterior.

### El Santo
San Luis Bertrán fue un destacado santo español de la Orden de los Dominicos, canonizado por el papa Clemente X en 1671. Nacido el 1 de enero de 1526 en Valencia, ingresó al convento de los dominicos en 1544 y se destacó como misionero en América.
Es allí donde fue elegido Prior del convento de Santo Domingo en Santa Fe de Bogotá en 1568, enfrentó la crueldad y abusos de los conquistadores.
Solicitó el traslado a Europa debido a las dificultades en su labor misionera, ya en Valencia se dedicó a enseñar a novicios. Según la tradición, bendijo una fuente en 1579, que se consideró milagrosa y dio nombre al barrio de la Fuente de San Luis. Su devoción popular se manifiesta en relatos de milagros, como poner fin a sequías, hacer que un árbol dé frutos instantáneamente, caminar sobre aguas y realizar prodigios.

## Descripción

### Interior

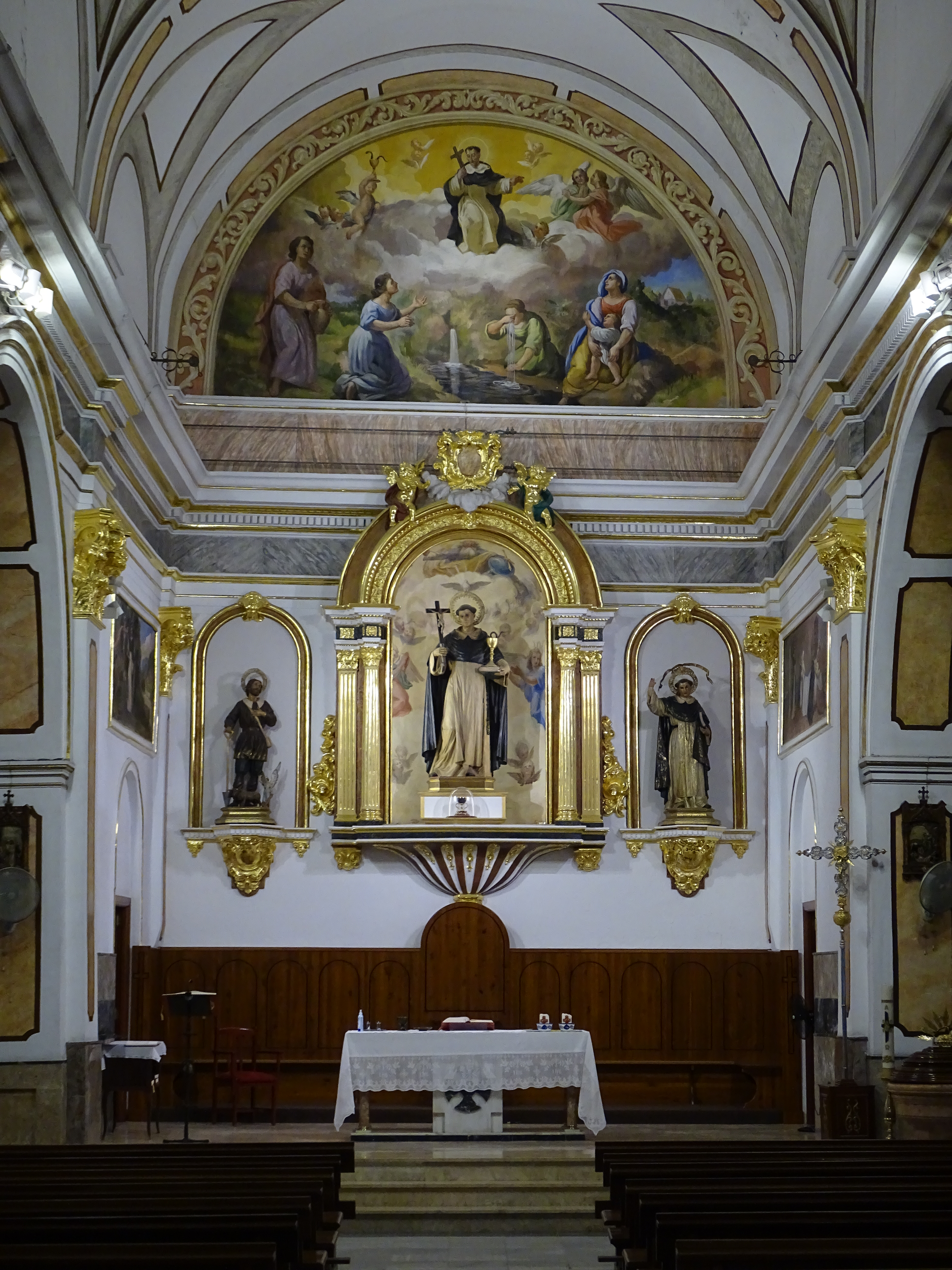
Altar mayor

Presenta planta rectangular con tres naves con capillas laterales y un coro alto, el transepto no sobresale en planta. Se cubre la nave central con bóvedas de cañón con arcos fajones que descansan en un entablamento apoyado en pilastras con capiteles de orden corintio. La nave central se decora con pilastras de orden compuesto con capitel y entablamento dorados realizados en estuco.
El presbiterio esta cerrado mediante una bóveda de cañón que comunica con la sacristía a la izquierda y una capilla de reducido tamaño, de planta cuadrada donde destaca el altar rematado con un crucifijo.
La decoración de la nave central se consigue colocando pilastras de orden compuesto con capitel dorado, adosado a los muros mediante estucado y zócalo marmóreo. El presbiterio está formado por una bóveda de cañón con lunetos y comunica con la sacristía. En los pies, sobre el atrio, un pequeño coro, completa la estructura arquitectónica.
En su interior presenta un revestimiento neobarroco de yesería, albergando pinturas murales de 1941 de Remigio Soler Tomás que representan escenas de la vida y milagros de San Luis de Bertrán. En el centro del presbiterio encontramos la Apoteosis de San Luis Bertrán, a la izquierda El milagro de la pistola y en el lado opuesto La muerte de San Luis Bertrán. En la nave lateral izquierda presenta a los pies una pintura mural del Bautizo de Cristo. En el altar mayor hay un mural donde se representa a San Luis Bertrán, San Vicente Ferrer y San Isidoro Labrador.

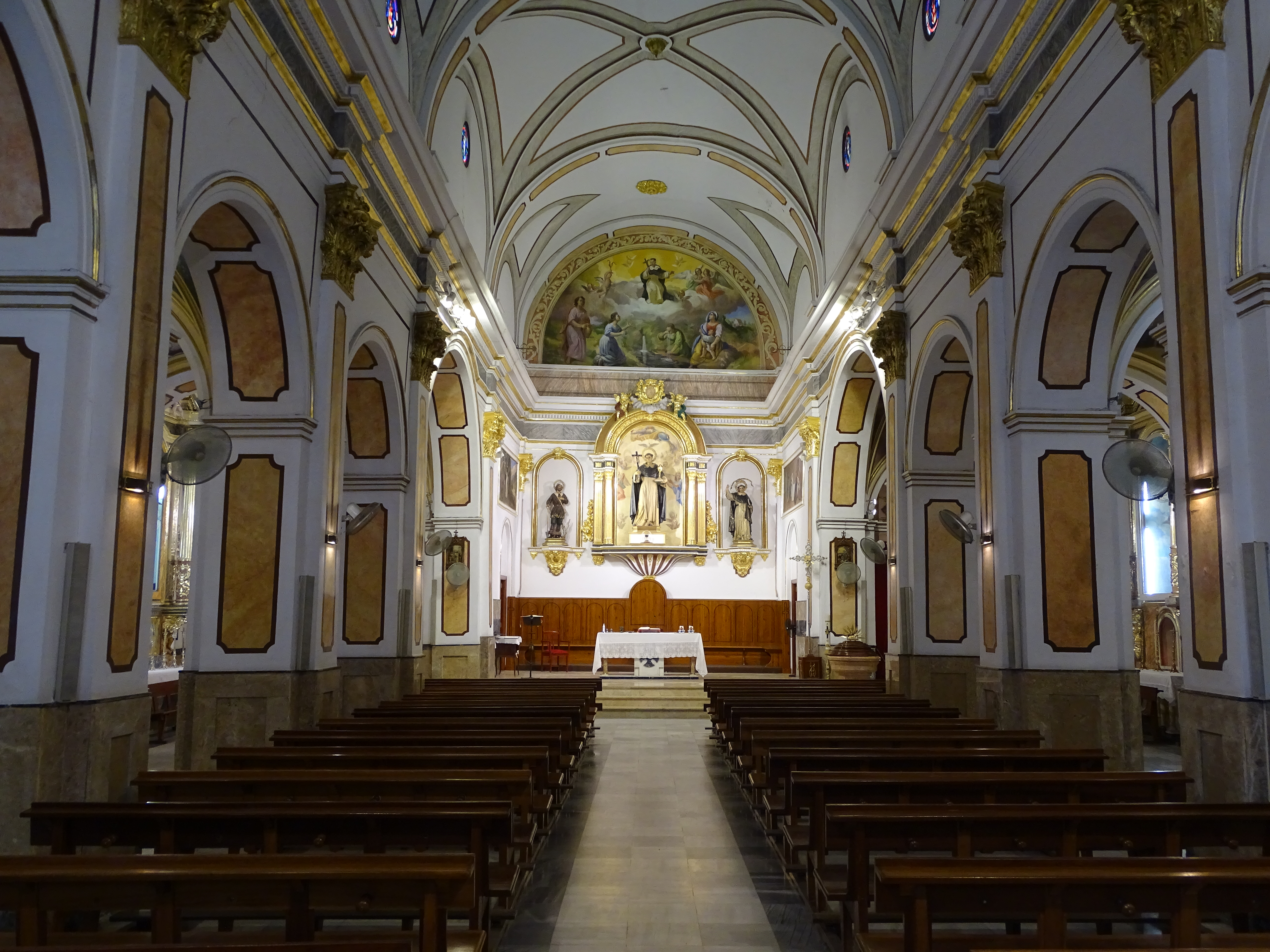
Vista general

En las naves laterales albergan las capillas de (izquierda a derecha):
1. La Virgen de los Desamparados
2. La Virgen del perpetuo socorro
3. La dolorosa
4. La Virgen del Rocío
5. La Virgen del Carmen
6. La Inmaculada Concepción
7. San Antonio
8. San Miguel Arcángel
9. San Antonio Abad
10. San José
11. El corazón de Jesús

### Exterior

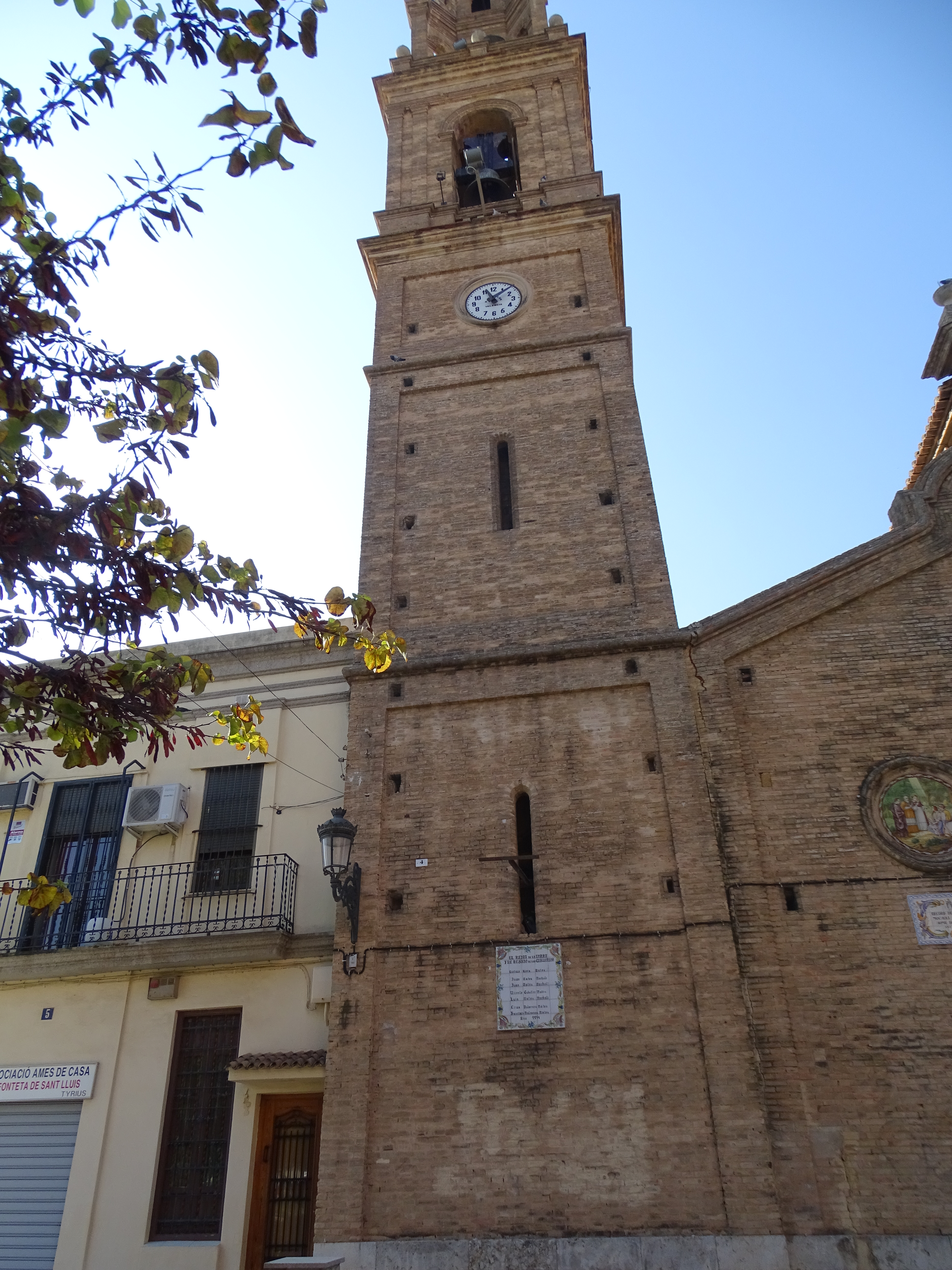
Campanario

La torre campanario es obra de fray Mateo Company, destaca el reloj y una sala de campanas (llamadas Purísima, fundida en 1909 y 81 kilos de peso; Filomena, de 1925 y 207 kilos; Josefa Rosario, de 1925 y 422 kilos; y La Purísima, de 1971 y 579 kilos) El reloj destaca porque permitía conocer la hora desde cualquier punto porque había uno de cada lado del campanario cuadrangular. Más arriba se abre una terraza con balaustrada y un templete donde alberga las campanas. Junto a la fachada hay un edificio que fue residencia del rector, actualmente esta dedicado a una asociación de amas de casa.
En el primer piso de la torre del campanario hay un azulejo que nos dice que dicho reloj fue un regalo de los clavarios en el año 1974, junto a 7 nombres.
Se encuentra una plaza enfrente al templo coronada por una cruz de hierro, datado de 1832 por la inscripción del zócalo. En la parte izquierda hay una casa huertana del primer tercio del siglo XX, actualmente se encuentra en un estado perjudicial. En el lado opuesto hay un jardín de reducido tamaño, delimitado por una balaustrada.

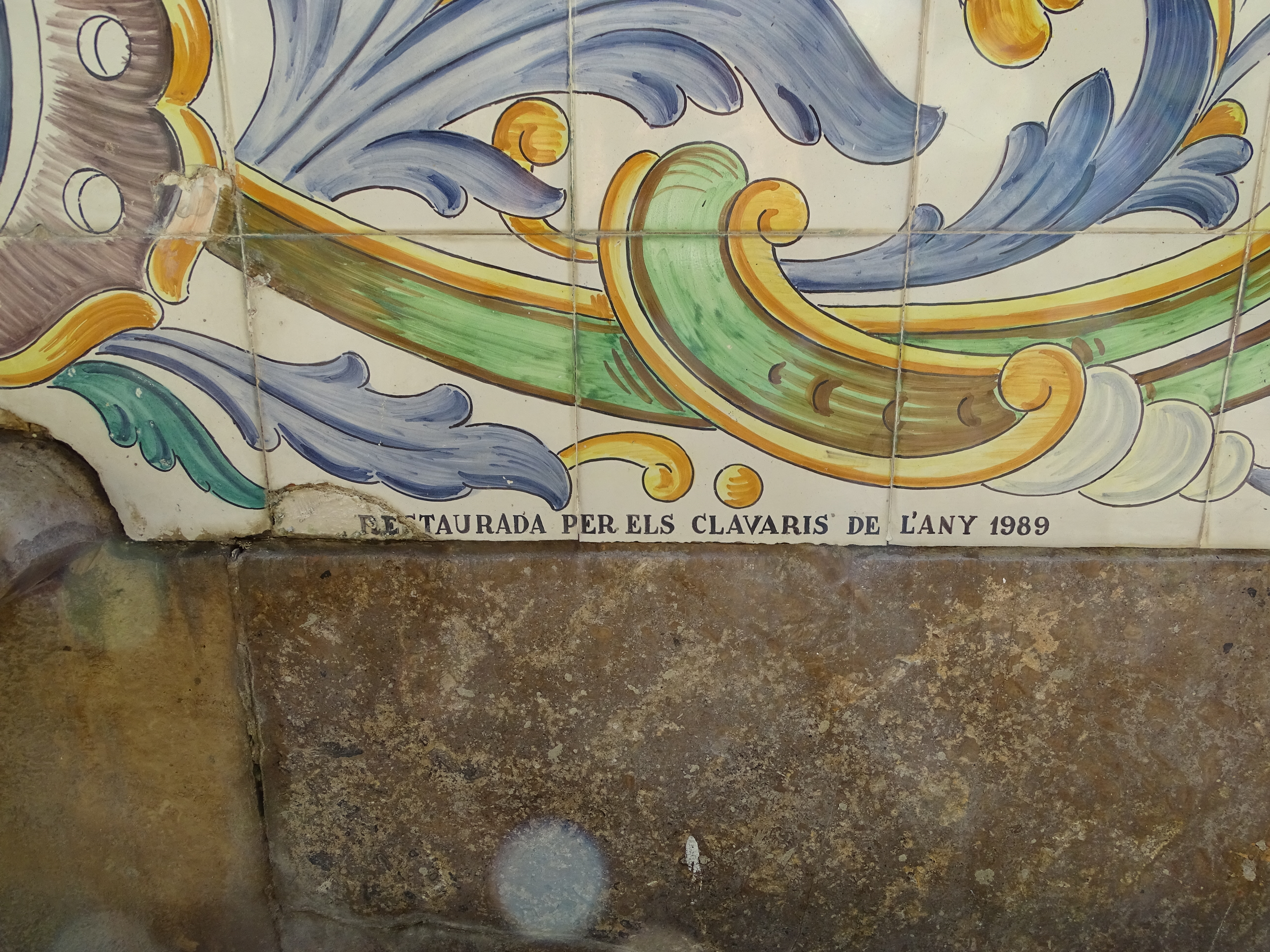
Inscripción

En el que destaca la fuente que da nombre al barrio, posee una inscripción en el lado derecho de azulejo decorativo que dicta lo siguiente: Restaurada per els clavaris de l´any 1989. La escena esta presidida por 4 personajes recogiendo el agua de la fuente bendita, encima de ellos y de menor tamaño el Santo con una cruz en la mano. Actualmente, la fuente esta en funcionamiento para uso público del barrio de la Fonteta.

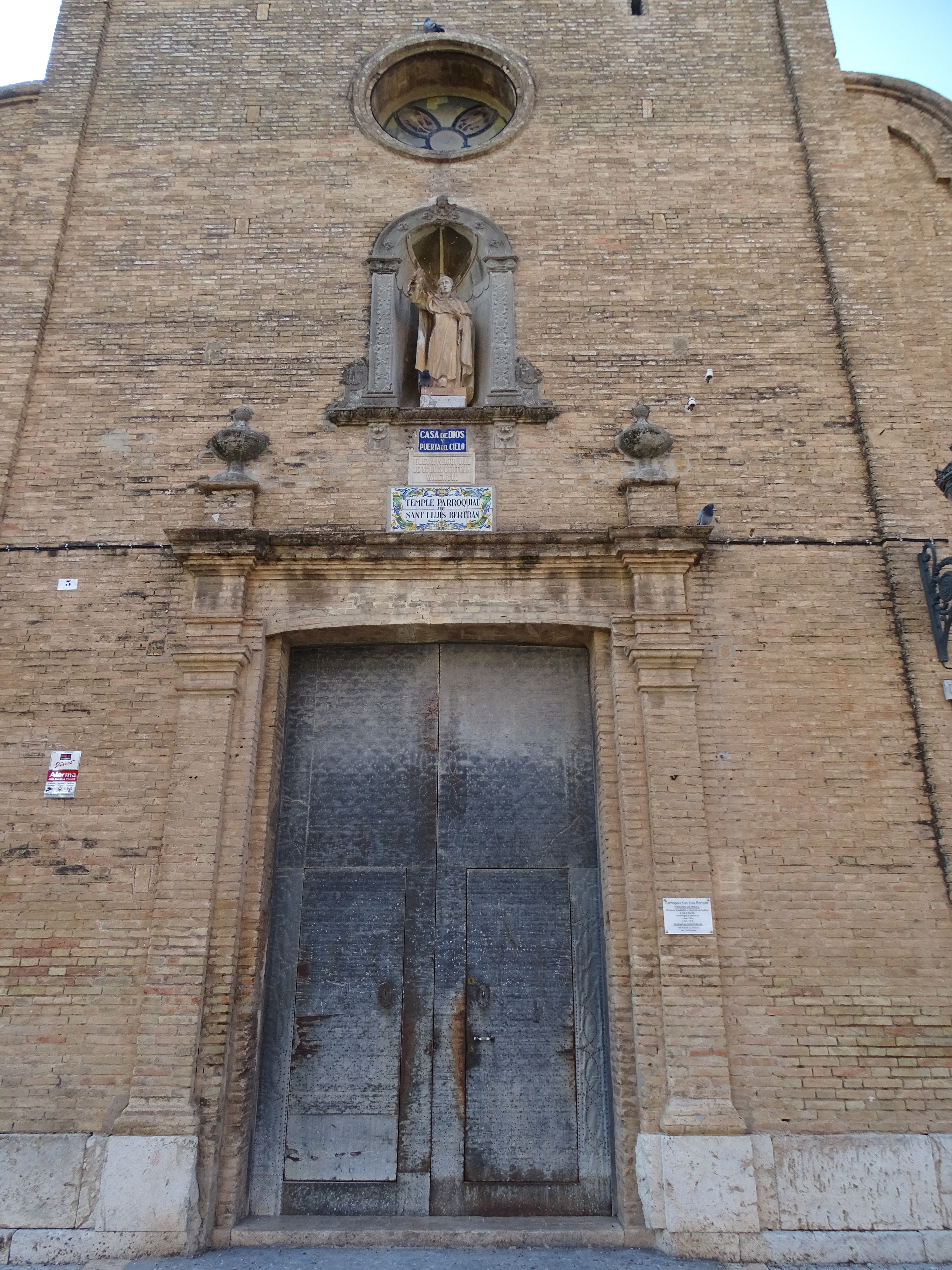
Portada

Las puertas del templo son de hierro y se enmarcan en un cuerpo con dos pilastras de orden dórico con dintel liso. En la entrada principal mencionada antes, encontramos en la parte superior varias inscripciones que nos dan el nombre de la iglesia parroquial. Presidiendo la fachada encontramos un nicho con una escultura de bulto redondo de San Luis Bertrán levantando la mano, sostendría una cruz ya perdida. La decoración vegetal se hace presente en el nicho, como en las pilastras y en la clave del arco se representa el busto de un ángel. Las puertas del templo son de hierro y se enmarcan en un cuerpo con dos pilastras de orden dórico con dintel liso.
A ambos lados de la facha ambos se encuentran dos tondos cerámicos datados de 1978. En el tondo de la izquierda se representa La curación de un niño en presencia de san Juan de Ribera y a la derecha Los cuatro milagros de la fuente, representado un milagro del santo titular.